# Tatsuki
Tatsuki (hiragana : たつき ; prononcé: Tatsouki) est un prénom japonais mixte, mais principalement féminin. Il est assez fréquent.

## Enkanjis
Kanjis fréquemment utilisés : 
- (f) 月 (lune), 田 (champs de riz), 貴 (précieux, honneur), 達 (qui a atteint), 樹 (bois) ;
- (x) 龍/竜 (dragon).

### Exemple de formes
- (m) 龍揮 : agitation du dragon
- (f) 辰月 : dragon lunaire
- (f) 達希 : espoir accompli
- (f) 竜姫 : princesse dragon ou princesse impériale